# Verklighetens Arkiv X
Verklighetens Arkiv X: de okända bilderna och berättelserna från vår gåtfulla värld är boken om Archives for the Unexplained från 2019, utgiven på Semic bokförlag.
Boken utgår från AFUs verksamhet, och belyser bland annat hur de samlar in och hanterar arkivmaterialet samt problematiken AFU ställs inför såsom behovet av nya större lokaler. Men framförallt lyfts den fulla bredden i arkivets material fram med olika axplock, både sådant som bevisats falskt och sådant som ännu inte har fått någon förklaring. Några exempel från boken är: Hannah McRoberts UFO-fotografi från Vancouver Island. Betty Hills vittnesteckning av farkosten hon påstått sig blivit ombordtagen på. Och diverse material relaterat till det övernaturliga, tillika konspirationsteorier och UFO-fenomen, gällande allt ifrån Kalle Anka till Jorden är platt.